# Погодін Микола Федорович
Микола Федорович Пого́дін (рос. Никола́й Фёдорович Пого́дин; справжнє прізвище — Стукалов; нар. 16 листопада 1900, Гундоровська — пом. 19 вересня 1962, Москва) — російський радянський драматург; член Спілки письменників СРСР. Батько драматурга Олега Стукалова.

## Біографія
Народився 3 [16] листопада 1900 року в станиці Гундоровській Області Війська Донського Російської імперії (нині у складі міста Донецька Ростовської області, Росія) в селянській сім'ї. Систематичної освіти не здобув. Трудову діяльність розпочав у 14 років.
Добровольцем служив у Червоній армії. З 1920 року працював репортером в ростовській газеті «Трудове життя». Протягом 1922—1932 років працював кореспондентом газети «Правди». З 1925 року жив у Москві. З 1934 року був членом правління Спілки письменників СРСР. У 1951—1960 роках обіймав посаду головного редактора журналу «Театр».
Помер в Москві 19 вересня 1962 року. Похований в Москві на Новодівочому цвинтарі (ділянка № 8).

## Творчість
Друкуватися почав з 1920 року. Виступав як критик, публіцист. У 1926 році опублікував збірки нарисів «Кумачевий ранок», «Червоні паростки». 1959 року напиав роман «Янтарне намисто».
Автор п'єс
- «Темп» (1929);
- «Поема про сокиру» (1930);
- «Мій друг» (1932);
- «Аристократи» (1935);
- трилогії «Людина з рушницею» (1937), «Кремлівські куранти» (1940), «Третя патетична» (1958);
- «Ми втрьох поїхали на цілину» (1955);
- «Сонет Петрарки» (1956);
- «Маленька студентка» (1959);
- «Квіти живі» (1960);
- «Блакитна рапсодія» (1961).

Автор сценаріїв до фільмів
- «Ув'язнені» (1936, за своєю п'єсою «Аристократи»);
- «Тайга золота» (1937);
- «Кубанські козаки» (1950);
- «Три зустрічі» (1950, разом з Сергієм Єрмолінським і Михайлом Блейманом);
- «Джамбул» (1953, разом з Абдільдою Тажибаєвим);
- «Перший ешелон» (1956);
- «Вихори ворожі» (1956);
- «Борець і клоун» (1957).

За мотивами його п'єс на Одеській кіностудії знято фільм «Весна 29-го» (1975).

## Відзнаки
- Нагороджений двома орденами Леніна;
- Заслужений діяч мистецтв РРФСР з 1949 року;

премії
- Сталінська премія І ступеня (1941, за п'єсу «Людина з рушницею»);
- Сталінська премія ІІ ступеня (1951, за сценарій фільму «Кубанські козаки»);
- Ленінська премія (1959, за трилогію «Людина з рушницею», «Кремлівські куранти», «Третя патетична»)[3].